# Aristóbulo de Britania
Aristóbulo de Britania es un santo cristiano nombrado por Hipólito de Roma (170-235) y Doroteo de Gaza (505-565) como uno de los Setenta Discípulos mencionados en 10:1-24 y como el primer obispo en Britania romana.La Iglesia católica conmemora su memoria el 15 de marzo.

## Título completo en varios idiomas
- Inglés: Saint Aristibule the Old, Apostle, Martyr, and First Bishop of Britain
- Griego Ἅγιος Ἀριστόβουλος, ἐπίσκοπος Βρετανίας, ἀδελφός τοῦ ᾿Αποστόλου Βαρνάβα,[2] Transliteración Hagios Aristoboulos episkopos Brettanias, adelphos tou apostolou Barnaba,  transcripción (Bizantino/Moderno) Aghios Apostolos Aristovoulos, episkopos Vrettanias, adelfos tou apostolou Varnava ("El santo apóstol Aristóbulo, obispo de Britania, hermano del apóstol Bernabé").
- en latín: Sanctus Aristobulus Senex, Apostolus, Martyr, Episcopus Primus Britanniae
- Galés: Arwystli Hen Episcob Cyntaf Prydain ("Aristibule el Viejo, Primer Obispo de Bretaña")

## Tradiciones
Hipólito de Roma enumera a "Aristóbulo, obispo de Britania" entre los setenta discípulos.
Aristóbulo puede ser mencionado en el Nuevo Testamento en la Epístola a los Romanos (16:10: "...Saludad a los que son de la casa de Aristóbulo") aunque esto puede significar miembros de la casa del difunto Aristóbulo IV. Según Lionel Smithett Lewis, los escritos de San Doroteo, obispo de Tiro AD 303, afirman que él es el saludado por Pablo en la Epístola a los Romanos. : 118–121 

### Tradición ortodoxa
La tradición ortodoxa dice que Aristóbulo era hermano del apóstol Bernabé, de origen judío chipriota. Al igual que Bernabé, acompañó a San Pablo en sus viajes. Fue uno de los ayudantes de  san Andrés, junto con Urbano de Macedonia, Estacio, Ampliato, Apeles de Heraclión y Narciso de Atenas (todos estos nombres son mencionados juntos por san Pablo en KJV, lo que no puede ser casual). En su viaje misionero a Britania, se detuvo a predicar a los celtíberos del norte de Hispania. La tradición católica identifica a Aristóbulo con Zebedeo, padre de Santiago y Juan.
Aristóbulo predicó y murió en  Bretaña romana. Mientras que algunas tradiciones ortodoxas dicen que "murió en paz", otras dicen que fue martirizado en Gales. La tradición católica dice que fue martirizado. El monje benedictino Serenus de Cressy (1605-1674) sostuvo que Aristóbulo fue ordenado por san Pablo y murió en la abadía de Glastonbury en el 99; pero Michael Alford (autor de Fides Regia Britannica Sive Annales Ecclesiae Britannicae) dice que Aristóbulo era el esposo de "María" Salomé, lo que hace que esta fecha parezca demasiado tardía. Alford da su muerte como "el segundo año de Nerón" - 56. Alford también afirma que "es perfectamente cierto que, antes de que san Pablo hubiera llegado a Roma, Aristóbulo estaba lejos en Bretaña". Esto concuerda con la fecha dada por Gildas (c. 500-570 d. C.) de que la "Luz de Cristo" brilló en Gran Bretaña en el último año del emperador Tiberio. Sin embargo, George Smith señala que se trata de una interpretación errónea de Gildas, y afirma que el Evangelio no fue predicado en Gran Bretaña antes del reinado de Claudio, cuyo nombre completo era Tiberio Claudio César Augusto Germánico.

### Tradición británica
A partir de estas tradiciones, parece que Aristóbulo fue el fundador del cristianismo británico. No hay pruebas de ninguna conexión con Glastonbury y John Scott muestra en An Early History of Glastonbury que la leyenda que afirma que José de Arimatea fundó la abadía allí es de origen del siglo XII o XIII y no tiene ninguna base. Más bien, los primeros escritos se centran con frecuencia en Aristóbulo. No se menciona a José antes de la Conquista. Por esta y otras razones, Smith también considera el relato de José de Arimatea una "fábula supersticiosa de invención comparativamente moderna".
John Williams identifica a Aristóbulo con Arwystli Hen, un "hombre de Italia", y uno de los cuatro misioneros que se cree que llevaron el cristianismo a las islas británicas. Existe una tradición que lo relaciona con uno de los santos medievales galeses Arwstyl ap Cunedda. El título "Arwystli Hen": 119  puede tener su origen en una tradición británica posterior.

## Paralelos herodianos
Aristóbulo de Calcis era hijo de Herodes de Calcis y Mariamme, hija de Olympia. Se casó con  Salomé, hija de  Herodes II y Herodías. Tuvieron tres hijos: Herodes, Agripa y Aristóbulo. Lionel Smithett Lewis sostiene que este último Aristóbulo podría haber sido el Aristóbulo de Britania, y al que se refiere Cressy. Sin embargo, es el padre de este hombre el que fue marido de Salomé, como menciona Alford (véase el apartado anterior).
En el año 55, Nerón nombró a Aristóbulo de Calcis rey de Armenia Menor. Participó con sus fuerzas en la Guerra romano-parta, donde recibió a cambio una pequeña porción de Armenia, zona que siguió gobernando hasta el año 72, cuando Vespasiano redujo la autonomía regional de algunas provincias.
Es probable que el "Felipe" (mencionado anteriormente) sean los mencionados en el Nuevo Testamento son  Filipo el Tetrarca. La cuestión es discutida por los expertos. No hay pruebas contemporáneas de que Filipo el Tetrarca utilizara el nombre de "Herodes Filipo" como título dinástico, como ocurrió con sus hermanos Herodes Antipas y Herodes Arquelao, pero pertenecía a la misma familia y la referencia bíblica puede estar subrayando este hecho, como hacen los comentaristas bíblicos posteriores. Hoy en día, Herodes II se llama a veces "Herodes Filipo I" (porque los evangelios llaman "Filipo" al marido de Herodías), y luego Filipo el Tetrarca se llama "Herodes Filipo II", pero se trata de una convención anacrónica. Kokkinos dice: "El empecinamiento de muchos teólogos en referirse a Herodes III como 'Herodes Felipe' carece de todo valor... Ningún ilusorio Herodes Felipe existió jamás".[p 223-233]; [266] Filipo el Tetrarca, "a diferencia de sus hermanos, no utilizó Herodes como nombre dinástico". Los hermanastros de Filipo, Arquelao y Antipas, habían adoptado el nombre de Herodes, "presumiblemente" por una reclamación dinástica de Herodes el Grande.

## Conmemoraciones
En el Calendario romano general, la fiesta personal de Aristóbulo es el 16 de marzo. También es uno de los santos conmemorados el 4 de enero (fiesta de los Setenta Discípulos) y el 31 de octubre (fiesta de los asistentes de San Andrés). En el Calendario romano general, su fiesta es el 15 de marzo.